# Augustinos Andreas Kantiotis
Augustinos Andreas Kantiotis (Αυγουστίνος Καντιώτης; n. 20 aprilie 1907 în Piso Livadi, Paros, Grecia, d. 28 august, 2010 în Florina, Grecia) a fost teolog, autor și mitropolit ortodox de Florina.

## Viața
Andreas Kantiotis a studiat teologia - după absolvirea liceului în Syros - între 1925 și 1929  la Universitatea din Atena an. Din 1929 până în 1934 a fost profesor în localitatea Kykladen. Din 1934 se mută în localitatea Messolongi unde devine secretarul mitropolitului Ierotheos (Paraskevopoulos) (1934-1961) din Aetolia și Acarnania. În aceeași perioadă este și protosinghel al aceleiași mitropolii. În 1935 este tuns în monahism primind numele de Augusinos , hirotonit ierodiacon diacon. Din 1941 a trecut la mitropolia din Ioannina. Este prizonier de război între 1941-1942 fiind deținut în lagărele italiene. În 1942 este hirotonit ieromonah de mitropolitul Panteleimo, titular al eparhiei din Edessa și Pella în localitatea Yannitsa. S-a transferat apoi la mitropolia din Tesalonic și și-a desfășurat activitatea la Kilkis, Veria, Edessa și Florina. Între 1943 - 1945 a lucrat pentru mitropolitul din Kozani,  Ioakim Apostolidis, care se refugiase în munți din cauza trupelor de ocupație germane. Cu toate că a fost urmărit de Gestapo a reușit să înființeze acolo o cantină a săracilor care hrănea până la 8.150 de persoane zilnic.
Augustinos Kantiotis a denunțat categoric amestecul statului în treburile Bisericii și a declarat pentru revista Spiegel: "Nici un episcop nu ar scăpa de pușcărie dacă în eparhii ar fi efectuat un control financiar"

## Literatură
- Giannakopoulos, Angelos: Die Theologen-Bruderschaften in Griechenland : ihr Wirken und ihre Funktion im Hinblick auf die Modernisierung und Säkularisierung der griechischen Gesellschaft. Frankfurt am Main [u.a.] : Lang, 1999. - 442 S. : graph. Darst.(Europäische Hochschulschriften : 22 ; 336) ISBN 3631349084. S. 327-332.